# Ätpinnar

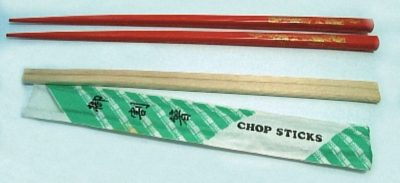
Ätpinnar i plast och trä

Ätpinnar (kinesiska: 筷子 kuàizi, japanska: 箸 hashi, koreanska: 젓가락 jeokkarak) är pinnar som används i främst Östasien för att äta med. Pinnarna är företrädesvis gjorda i trä och av engångsnatur. Ätpinnar för återanvändning är ofta gjorda av bambu och ibland lackade. Det faktum att cirka två miljarder konsumenter i Östasien förbrukar runt tre par engångsätpinnar varje dag leder till en omfattande konsumtion av trävirke och av begränsade skogsresurser. I Korea är ätpinnarna av tradition gjorda av metall. Återanvändandet av metall- eller plastätpinnar betraktas i stora delar av Östasien som ohygieniskt. Pinnarna hålles i samma hand.

## Ätpinnarnas utformning i olika länder

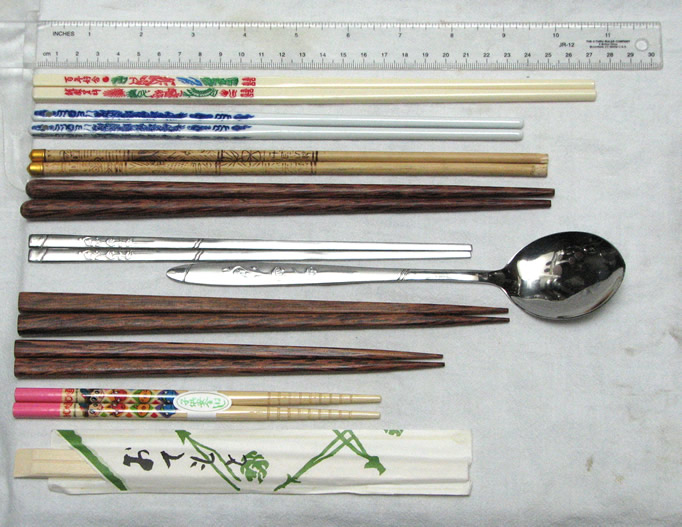
Uppifrån och ner: Taiwanesiska plastpinnar, kinesiska porslinspinnar, tibetanska bambupinnar, vietnamesiska pinnar av palmträd, koreanska ätpinnar i rostfritt stål tillsammans med matchande sked, japanska ätpinnar avsedda för par (2 st), japanska ätpinnar för barn, och ätpinnar för engångsbruk inlindade i papper.

- kinesiska ätpinnar är längre än alla andra pinnar och har en längd på 25 cm. Anledningen till att kineserna har längre ätpinnar är att de i motsats till övriga östasiatiska folk sitter på stolar när de äter (inte på golvet) och därav måste kunna förflytta maten från en annan höjd än de andra, men också för att det vid kinesiska dukningar är desto vanligare med många sidorätter inblandade i måltiden (småskålar). Dessa småskålar placeras ut över ett stort runt bord tillsammans med huvudrätten och måste kunna nås på ett enkelt sätt utan att man ska behöva sträcka sig efter dem alltför mycket. [förtydliga]. Kinesiska ätpinnar tillverkas av de flesta material men ätpinnar i plast har blivit vanligare på restauranger. De allra vanligaste ätpinnarna som hushållen använder är laserade ätpinnar av bambu.
- japanska ätpinnar är korta och avslutas med en spetsig punkt. Japanska ätpinnar är traditionellt gjorda av trä eller bambu och är laserade. Det är vanligt att ätpinnar för kvinnor är något kortare än de för män. Ätpinnar för barn i små storlekar förekommer också.
- koreanska: mediumlängd med en smal rektangulär form och tillverkade av metall (numera rostfri stål). Historiskt sett så tillverkades de av brons och silver. Många koreanska ätpinnar är dekorerade på ovansidan av skaftet. De används ofta ihop med den koreanska skeden (se Sujeo).
- vietnamesiska: långa pinnar som avslutas med en trubbig punkt. Mycket lik den kinesiska utformningen. Görs traditionellt av laserat trä eller bambu. En đũa cả är en större variant av flata ätpinnar som bland annat används för att servera ris ur en skål.